# Henri de Bréderode
Pour les articles homonymes, voir Brederode.
Henri de Bréderode ou Hendrik van Brederode (portant le titre de comte de Brederode), né à Bruxelles le (20 décembre 1531 et décédé à Recklinghausen le 15 février 1568), était un patriote bruxellois dont la famille est originaire du comté de Hollande à l'époque des Dix-Sept Provinces (XVIe siècle).

## Biographie
Il est le fils de Renaud III de Brederode et de Philippine de La Marck, fille de Robert II de La Marck, et à ce titre membre de la maison de Brederode.
Il a épousé Amélie de Neuenahr-Alpen.
Il se joignit à Lamoral, comte d'Egmont et au comte de Hornes pour s'opposer à la politique du cardinal Antoine Perrenot de Granvelle. Sa sœur Hélène est pourtant l'épouse de Thomas Perrenot de Granvelle (Besançon, 1521 – Anvers, 1571), fils de Nicolas Perrenot de Granvelle et frère du cardinal.
Il présenta en 1566 à la régente Marguerite de Parme la fameuse requête issue du Compromis des Nobles, qui aboutit à la Révolte des Gueux, et fut le premier à signer le compromis de Bréda. Banni par Ferdinand Alvare de Tolède, duc d'Albe en 1567, il se retira en Allemagne, où il mourut en 1568.